# Statistisches Amt Mecklenburg-Vorpommern
Das Statistische Amt Mecklenburg-Vorpommern ist eine Abteilung des Landesamtes für innere Verwaltung und war davor bis 2005 eine eigenständige Landesoberbehörde des Landes Mecklenburg-Vorpommern.

## Aufgaben
Zu den zentralen Aufgaben des Statistischen Amtes Mecklenburg-Vorpommern gehört die amtliche Statistik auf Landes-, Bundes- und EU-Ebene. Das Informationsangebot schafft eine essenzielle Voraussetzung, zur Beurteilung der gegenwärtige gesellschaftliche Lage und zum Abschätzen künftiger Entwicklungen. Darüber hinaus schafft es eine Grundlage zum sachgerechten planen, sparsamen und effektiven Wirtschaften sowie um Entscheidungen zu kontrollieren.
Wesentliche Grundlage für seine Arbeit sind das Bundesstatistikgesetz (BStatG) und das Landesstatistikgesetz (LStatG M-V).
Die Amtsleitung des Statistischen Amtes nimmt gleichzeitig die Funktion der Landeswahlleitung ein. Dementsprechend werden Europawahlen, Bundestagswahlen, Landtagswahlen, Kommunalwahlen und Volksentscheide im Statistischen Amt vorbereitet und durchgeführt.

## Geschichte
Die Landesregierung Mecklenburg-Vorpommern hatte als erste in den neuen Ländern bereits im Dezember 1990 (Erlass der Landesregierung vom 20. Dezember 1990) die Bildung eines Statistischen Landesamtes Mecklenburg-Vorpommern als Landesoberbehörde im Geschäftsbereich des Innenministers beschlossen. Die bisherigen 3 Bezirksämter und 37 Kreisämter wurden aufgelöst und strukturell sowie personell zu einem Landesamt mit Sitz in Schwerin zusammengeführt. Dieser Prozess war Ende 1991 abgeschlossen. Die Einführung des vollständigen Programms der Bundesstatistik konnte im Wesentlichen bis 1994 abgeschlossen werden.
Am 31. Dezember 2005 endete die Eigenständigkeit des Statistischen Landesamtes Mecklenburg-Vorpommern. Seit dem 1. Januar 2006 ist es eine Abteilung (Statistisches Amt) im seinerzeit neu geschaffenen Landesamt für innere Verwaltung (LAiV). Das LAiV – mit insgesamt fünf Abteilungen – ist eine obere Behörde im Geschäftsbereich des Ministeriums für Inneres und Europa.